# No'a Kirel
No'a Kirel (hebrejsky נועה קירל‎, rodným jménem Noja Kirel‎; * 10. dubna 2001 Ra'anana) je izraelská písničkářka, herečka, tanečnice a televizní moderátorka. V letech 2017–2022 získala MTV Europe Music Awards pro nejlepší izraelský počin. Se svou písní „Unicorn“ reprezentovala Izrael na Eurovision Song Contest 2023, kde obsadila třetí místo.

## Mládí
Kirel se narodila a vyrůstala v Ra'ananě. Její otec Amir Kirel je majitelem firmy na dovoz skla a matka Ilana Kirel je majitelkou módního butiku. Má dva starší bratry.
Rodiče ji pojmenovali Noja, ale poté, co jí jako dvouměsíčnímu miminku lékaři diagnostikovali onemocnění ledvin, se rodiče na radu rabína rozhodli změnit její jméno na No'a. Onemocnění bylo způsobeno bakterií, která přerušila růst ledviny.
V únoru 2020 byla odvedena do Izraelských obranných sil (IOS) a sloužila ve vojenské kapele. Povinnou službu v IOS ukončila 14. února 2022.